# Bauhinia baina
Bauhinia baina är en ärtväxtart som beskrevs av James Francis Macbride. Bauhinia baina ingår i släktet Bauhinia och familjen ärtväxter. Inga underarter finns listade i Catalogue of Life.